# Система изучения языка Пимслера
Система изучения языка Пимслера — система обучения языку, разработанная Полом Пимслером (сокращ. «Метод Пимслера»).
Система основана на четырёх основных идеях: антиципация, градуированные интервальные повторения, словарное ядро и органичное обучение.
Важнейшей частью метода Пимслера является аудирование, при котором слушающий конструирует фразы или воспроизводит их по памяти параллельно с прослушиванием аудиозаписи. Литература по данным программам акцентирует внимание на том, что обучаемый учится посредством активного участия, в отличие от традиционного, пассивного обучения посредством запоминания с помощью зубрежки по методу «только слушай и повторяй».
Популярные серии аудиокурсов, основанных на Методе Пимслера, были разработаны компанией Pimsleur Language Programs и опубликованы в издательстве Simon & Schuster. Учебники, выпускаемые издательством Simon & Schuster, состоят из тридцатиминутных аудиоуроков на кассетах, компакт-дисках, SD-карточках или в файлах, выложенных в Интернете. На сайте Пимслера заявлено, что поскольку старый материал повторяется из урока в урок,, от ученика не требуется полного заучивания перед переходом на следующий уровень. Курсы Пимслера ориентированы на развитие навыков разговорной речи, а не умения хорошо читать или писать.

## Методика
- Изучающий язык слушает запись, на которой носители языка говорят фразы на иностранном языке и в переводе на язык, используемый для обучения (обычно — английский)
- Через различные интервалы изучающему предлагается повторить фразы после того, как диктор произнесет их.
- Затем изучающему предъявляется следующая фраза и объясняется её значение.
- После многократного повторения, изучающего просят повторить предыдущую фразу, одновременно интегрируя в неё слова из новой фразы.
- Вводятся новые фразы, тогда как старые фразы предлагаются к повторению через увеличивающиеся интервалы.

## История
Д-р Пимслер самостоятельно создал первые версии курсов по греческому, французскому, испанскому и немецкому языкам в период с 1963 по 1967 год. Его поздние исследования в научных кругах широко никогда не обсуждались. Однако схожие идеи «органического обучения» представлены в работах Стефана Крашена.

## Принципы изучения по Пимслеру
Пимслер разработал систему на основе четырёх принципов, рассматриваемых им как важнейших для формирования ассоциаций в памяти и воспоминании языка.
1. Антиципация
Языковые курсы обычно просят учеников повторять после инструктора, что Пимслер рассматривал как пассивный путь обучения. Пимслер разработал технику «вызова и ответа», где ученику предлагаются к переводу фразы на целевой язык, после чего дается языковая опора. Эта техника нацелена на более активный путь изучения, где от ученика требуется подумать, прежде чем ответить. Пимслер говорил, что естественная коммуникация, в которой говорящий должен быстро конструировать фразы, воплощается в принципе антиципации.
2. Градуированные интервальные повторения
Градуированные интервальные повторения — это метод повторения изученных слов через увеличивающиеся интервалы. Этот метод является вариантом метода запоминания с помощью интервальных повторений. Например, если ученик хочет выучить слово deux (два по франц.), он повторяет его через несколько секунд первый раз в начале, затем второй раз через несколько минут, затем через несколько часов, и затем через несколько дней. Цель интервальных повторений — помочь ученику записать изучаемые слова в долговременную память.
Шкала повторений образца 1967 года по Пимслеру выглядела следующим образом: 5 секунд, 25 секунд, 2 минуты, 10 минут, 1 час, 5 часов, 1 день, 5 дней, 25 дней, 4 месяца, 2 года.[3]
3. Словарное ядро
Метод Пимслера направлен на обучение широко используемым словам с целью построения «словарного ядра». Анализ частотности слов в тексте показывает, что относительно небольшое словарное ядро покрывает большинство словоупотреблений в любом языке. Например, в английском языке набор из 2000 наиболее часто встречающихся слов составляет 80% от общего количества словоупотреблений в тексте.[4][5] В курсах Пимслера, на каждый уровень, приходится около 500 слов. При этом наиболее проработанные курсы содержат четыре уровня.
По методу Пимслера грамматика преподается не отдельно, а дается через частое повторение употребляемых структур и фраз. Пимслер заявлял, что индуктивный метод — это именно тот метод, по которому носители языка в детстве интуитивно усваивают грамматику.
4. Органическое обучение
Программа использует аудиоформат, так как по заявлению Пимслера, большинство изучающих язык хотят в первую очередь научиться говорить и понимать на слух. Пимслер предполагал, что эти два навыка, при тренировке которых используются артикуляционный аппарат и слух, являются отдельным умением, в отличие от умения читать и писать, основанном на визуальном восприятии. Пимслер был убежден, что зрительные навыки и навыки аудирования не должны смешиваться. Он называл свою систему аудирования «органическим обучением», в которой параллельно происходит изучение грамматики, слов и произношения.[6] Обучение посредством аудирования также имеет своей целью научить произношению без акцента.

## Критика
Ряд критических замечаний относится к тому, что антиципация и воспоминание через короткие интервалы не являются научными методами. Однако в 1963 году, когда Пимслер начал внедрять свою систему среди изучающих иностранные языки, было ещё очень мало известно о нейропластических изменениях в мозге, которые сейчас так просто измерить с помощью современной аппаратуры, что позволяет быстро повысить скорость обучения и запоминания. Словарный запас курсов очень мал, а только слуховое «органическое обучение» отличается от мультисенсорного обучения при усвоении первого языка детьми.